# سوالف طفاش 2 (مسلسل)
سوالف طفاش 2 مُسلسل كوميدي بحريني، ويعد الجزء الثاني من مسلسل سوالف طفاش.

## القصة
يُصبح تغيير في حياة طفاش بعد أن تزوج من ابنة جارهم عذاري، أما صديقه جسوم فيُحاول أن يكون شخصًا مُفيدًا في المُجتمع، كما يتزوج أبو عذاري بزوجه صغيرة لكي تنجب له الأولاد، وبالتالي يدرك أن ارتباطه بزوجة ثانية زاد الأمور سوءًا في ظل أنهما يتعايشان تحت سقف واحد. ناهيك عن مناقشة المسلسل للأوضاع المالية التي تعيشها المنطقة والاستغلال المادي، كل ذلك في إطار كوميدي مشوق.